# Microrregión de São João da Boa Vista
La microrregión de São João da Boa Vista es una de las microrregiones del estado brasileño de São Paulo perteneciente a la mesorregión Campinas. Su población, según el Censo IBGE en 2010, es de 409.437 habitantes y está dividida en catorce municipios. Posee un área total de 5.429,437 km².

## Municipios
| Municipio                | Población | Población | PIB (R$)      | PIB (R$) | PIB per cápita (R$) | PIB per cápita (R$) | IDH    | IDH  |
| ------------------------ | --------- | --------- | ------------- | -------- | ------------------- | ------------------- | ------ | ---- |
| Águas da Prata           | 7.850     | 12.ª      | 120.796.341   | 12.ª     | 15.720,50           | 3ª                  | 0,810  | 3ª   |
| Caconde                  | 18.536    | 8ª        | 222.761.041   | 8ª       | 11.582,23           | 12.ª                | 0,785  | 11.ª |
| Casa Branca              | 28.312    | 6ª        | 495.628.373   | 5ª       | 17.648,70           | 2ª                  | 0,810  | 4ª   |
| Divinolândia             | 11.209    | 11.ª      | 133.261.427   | 11.ª     | 11.674,24           | 11.ª                | 0,7881 | 10ª  |
| Espírito Santo do Pinhal | 41.909    | 4ª        | 593.458.369   | 4ª       | 14.087,03           | 6ª                  | 0,808  | 6ª   |
| Itobi                    | 7.545     | 13.ª      | 58.231.648    | 14.ª     | 7.570,42            | 14.ª                | 0,782  | 12.ª |
| Mococa                   | 66.303    | 2ª        | 1.014.219.422 | 2ª       | 14,810,23           | 5ª                  | 0,809  | 5ª   |
| Santo Antônio do Jardim  | 5.943     | 14.ª      | 69.216.827    | 13.ª     | 11.884,76           | 10.ª                | 0,766  | 14.ª |
| São João da Boa Vista    | 83.661    | 1ª        | 1.566.382.219 | 1ª       | 18.788,55           | 1ª                  | 0,843  | 1ª   |
| São José do Rio Pardo    | 51.910    | 3ª        | 814.091.112   | 3ª       | 15.352,97           | 4ª                  | 0,815  | 2ª   |
| São Sebastião da Grama   | 12.100    | 10.ª      | 164.322.629   | 9ª       | 12.688,03           | 7ª                  | 0,778  | 13.ª |
| Tambaú                   | 22.410    | 7ª        | 284.125.612   | 7ª       | 12.591,99           | 8ª                  | 0,792  | 9ª   |
| Tapiratiba               | 12.743    | 9ª        | 153.653.180   | 10.ª     | 12.322,81           | 9ª                  | 0,792  | 8ª   |
| Vargem Grande do Sul     | 39.266    | 5ª        | 363.483.144   | 6ª       | 9.338,04            | 13.ª                | 0,802  | 7ª   |